# Václav Mottl
Václav Mottl (n. 19 mai 1914, Praga, Austro-Ungaria – d. 16 iunie 1982, Praga, Cehoslovacia) a fost un canoist ce a reprezentat Cehoslovacia, medaliat olimpic. A participat la o ediție a Jocurilor Olimpice (1936) în care a câștigat o medalie de aur.

## Participări
Lista de mai jos prezintă principalele competiții la care a participat Václav Mottl de-a lungul carierei.
- Olympische Sommerspiele 1936/Kanu – Zweier-Canadier 10.000 m (Männer)[*]